# Jens Vilhelm Bing
Jens Vilhelm Bing, född den 7 december 1707 i Beitstad i Trondhjems stift, död 1754 i Köpenhamn, var en dansk läkare, brorson till Jens Bing, bror till Just Bing.
Från sin tidiga ungdom hyste han ett levande intresse for kirurgin, kom 1726 till Köpenhamn för att njuta gott av sin farbrors och professor Johannes de Buchwalds undervisning och företog senare en mångårig bildningsresa till tyska, franska och holländska lärosäten, där han särskilt bedrev studiet av obstetriken, ett ämne Buchwald hade väckt hans intresse för. Han vistades länge i Strassburg hos Fried den äldre, den berömde föreståndaren för Tysklands nyinrättade förste barnbördshus, liksom han också med utbyte utbildade sig hos den ansedde obstetrikern Grégoire i Paris, som är en av den oskadliga födelsetångens tidiga uppfinnare.
Då han slutligen 1737 kom tillbaka till Köpenhamn, blev han också snart en anlitad obstetriker, i vilket avseende hans verksamhet fick en särskilt framträdande betydelse därigenom, att han själv konstruerade en födelsetång och använde detta instrument, vars bruk ännu inte var känt i Danmark. Han var på detta område före sin tid, som ännu inte förstod att värdera hans uppfinning, som således förblev tämligen obemärkt i hans hemland.
Därtill bidrog för övrigt i stor utsträckning även den omständigheten, att han själv inte publicerade någon beskrivning av instrumentet. Först senare framhöll Matthias Saxtorph Bings förtjänster. I Tyskland vann hans uppfinning däremot snart erkännande, och tången – liksom även ett annat av honom uppfunnet instrument, ett perforatorium (forfex) – blev beskriven och avbildad i en publikation av J.G. Janck i Leipzig (1750); i en avhandling av professor Boehmer i Berlin beskrivs den likaså.
För övrigt förvärvade han sig snabbt en ansedd position i Köpenhamn, fick inte endast 1739 en kunglig tillåtelse till att praktisera offentligt i medicin och kirurgi, men blev också medlem av Collegium Medicum och av jordemoderkommissionen. År 1740 blev han examinerad vid den anatomiska amfiteater, och år 1744 skrevs han in vid universitetet, varefter han 1746 disputerade för den medicinska doktorsgraden med en avhandling om obstetrik. Under en följd av år var han läkare vid sjökadettkåren och från 1753 tillika läkare vid Waisenhuset.